# Bondurivka, Cecelnîk
Bondurivka (în ucraineană Бондурівка) este localitatea de reședință a comunei Bondurivka din raionul Cecelnîk, regiunea Vinnița, Ucraina.

## Demografie
Componența lingvistică a localității Bondurivka
     Ucraineană (98,9%)
     Rusă (1,1%)
Conform recensământului din 2001, majoritatea populației localității Bondurivka era vorbitoare de ucraineană (98,9%), existând în minoritate și vorbitori de rusă (1,1%).